# Richard LaGravenese

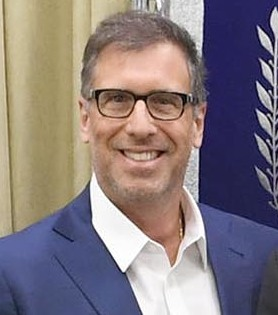
Richard LaGravenese

Richard LaGravenese (* 30. Oktober 1959 in Brooklyn, New York City) ist ein US-amerikanischer Drehbuchautor und Filmregisseur.

## Leben
Seinen Durchbruch als Drehbuchautor erzielte LaGravenese durch seine Arbeit an König der Fischer (1991) von Terry Gilliam, die ihm eine Oscar-Nominierung für das Beste Originaldrehbuch einbrachte. Anschließend folgten weitere Drehbücher zu erfolgreichen Filmen meist romantischer Thematik wie Die Brücken am Fluß, Liebe hat zwei Gesichter und Der Pferdeflüsterer. Für AllMovie ist er der „Autor von ergreifenden, witzigen und humanistischen Drehbüchern, die die Emotionen des Zuschauers berühren, aber nicht manipulieren.“
Die Liebeskomödie Wachgeküßt mit Holly Hunter und Danny DeVito bildete im Jahr 1998 seinen Einstand als Regisseur. Bei weiteren Projekten wie Freedom Writers (2007) und P.S. Ich liebe Dich (2007) war er sowohl Drehbuchautor als auch Regisseur. 2006 inszenierte er die Episode „Pigalle“ für den Episodenfilm Paris, je t’aime.  2013 folgte die Literaturverfilmung Beautiful Creatures – Eine unsterbliche Liebe. Für sein Drehbuch zu Freedom Writers erhielt LaGravenese 2007 den Humanitas-Preis.
Richard LaGravenese ist Mitglied der Writers Guild of America (WGA). Momentan lebt er zusammen mit seiner Frau und seiner Tochter in Manhattan.

## Filmografie (Auswahl)
Nur Drehbuch
- 1991: König der Fischer (The Fisher King)
- 1994: No Panic – Gute Geiseln sind selten (The Ref)
- 1995: Little Princess (A Little Princess)
- 1995: Die Brücken am Fluß (The Bridges of Madison County)
- 1995: Entfesselte Helden (Unstrung Heros)
- 1996: Liebe hat zwei Gesichter (The Mirror Has Two Faces)
- 1998: Der Pferdeflüsterer (The Horse Whisperer)
- 1998: Menschenkind (Beloved)
- 2011: Wasser für die Elefanten (Water for Elephants)
- 2013: Liberace – Zu viel des Guten ist wundervoll (Behind the Candelabra)
- 2014: Unbroken
- 2016: The Comedian – Wer zuletzt lacht (The Comedian)

Regie und Drehbuch
- 1998: Wachgeküßt (Living Out Loud)
- 2003: A Decade Under the Influence (Dokumentarfilm)
- 2006: Paris, je t’aime (Episode „Pigalle“)
- 2007: Freedom Writers
- 2007: P.S. Ich liebe Dich (P.S. I Love You)
- 2013: Beautiful Creatures – Eine unsterbliche Liebe (Beautiful Creatures)
- 2014: The Last Five Years

Regie
- 2024: A Family Affair